# Заборська
Забо́рська (рос. Заборская) — присілок у складі Притобольного району Курганської області, Росія. Входить до складу Нагорської сільської ради.
Населення — 9 осіб (2010, 15 у 2002).
Національний склад станом на 2002 рік:
- росіяни — 93 %